# Bataille de Sant’Ana
Guerre civile portugaise
Batailles
- Coruche
- Vila da Praia (navale)
- Porto
- Ponte Ferreira
- Souto Redondo
- Cap Saint-Vincent (navale)
- Alcácer do Sal
- Pernes
- Almoster
- Sant’Ana
- Asseiceira

La bataille de Sant'Ana oppose les troupes Libérales aux troupes Miguelistes le 24 avril 1834, près d'Ermida, au nord de São Bartolomeu de Messines dans la région de l'Algarve. 
Elle se solde par une victoire des troupes de Michel Ier de Portugal malgré l'arrivée de renforts commandés par Bernardo de Sá Nogueira, vicomte de Sá da Bandeira. 
Les Miguelistes devront leur victoire à l'action d'un personnage légendaire, le Remexido (Rebel), qui mène des actions de guérilla dans les montagnes de la région d'Algarve .